# Concepción de María

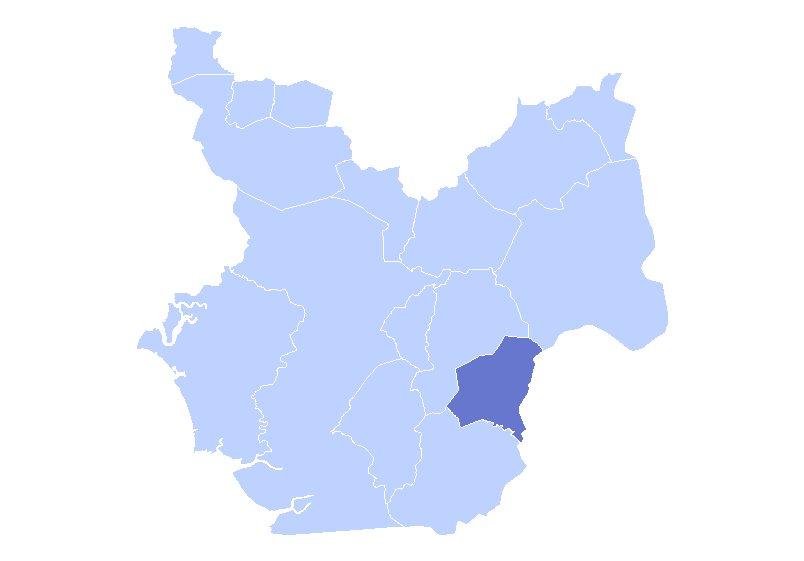
Mapa da cidade de Concepción de Maria em Honduras

Concepción de María é uma cidade hondurenha do departamento de Choluteca.